# Данко (співак)
Олександр Валерійович Фадєєв (більш відомий під псевдонімом Данко, нар.. 20 березня 1969 року) — російський співак, композитор, автор пісень, актор, бізнесмен. Данко — псевдонім співака, придуманий продюсером Леонідом Гуткіним.
Внесений до розділу «Чистилище» сайту «Миротворця» за свідоме порушення державного кордону України та участь у заходах терористичної організації ДНР". У серпні 2017 року він виступав у «ДНР» і виконав пісню «Милий друг», яку присвятив убитому бойовику «Моторолі»

## Життєпис

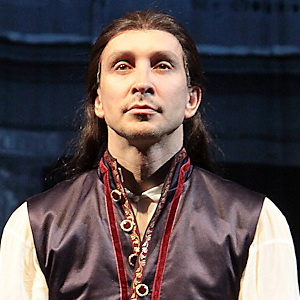
У ролі віконта де Вальмона у виставі «Вальмон. Небезпечні зв'язки»

Народився 20 березня 1969 року в Москві.
Мама — Олена Ільїнська, педагог з вокалу, батько — Валерій Фадєєв, вчений-фізик.
У п'ятирічному віці працював у хорі імені Локтєва Палацу піонерів. У десять років він вступив до Хореографічної школи при Великому Театрі. У 1995 році в конкурсі імені Сержа Лифаря в Сан-Франциско (США) отримав Срібну премію за номер, поставлений балетмейстером Сергієм Бобровим. Після закінченні училища, в 1988 році, був запрошений до трупи Великого театру, де в процесі роботи відвідував майстер-класи у таких педагогів, як: Асаф Мессерер, Галина Уланова, Марина Семенова, Борис Акімов.
У 1990—2000 роках брав участь в основних репертуарних виставах Великого театру: «Спартак», «Лебедине озеро», «Лускунчик», «Легенда про кохання», «Кам'яна квітка», «Баядерка», «Жизель», «Золотий вік», «Князь Ігор» та багато інших.
З 2000 по 2005 років він заочно навчався в Російській академії театрального мистецтва (ГІТІС (РІТМ)) на продюсерському факультеті. Після закінчення отримав спеціальність: менеджер-продюсер театрально-концертного справи. Неодноразово брав участь як модель в показах колекцій компаній зі світовим ім'ям, таких як Naf Naf, Diesel, Hugo Boss тощо.
У 2015 році з партнерами організував компанію-виробника ковбас і м'ясних делікатесів під маркою «ДАНКО БІФФ».

### Особисте життя
Колишня дружина — Тетяна Воробйова, шлюб тривав 3 роки (1999—2002).
Колишня цивільна дружина — модель Наталія Устюменко. На початку січня 2004 року у них народилася дочка Софія, а 19 квітня 2014 року народилася друга дочка, яку назвали Агатою. Дівчинці поставили діагноз ДЦП. Наприкінці 2017 року співак заявив про розставання з Наталею. За її словами з Instagram Олександр спілкується і допомагає тільки старшій доньці Софії. Молодшій Агаті не допомагає.
29 вересня 2011 року взяв участь як наречений у телепередачі «Давай одружимося».
Нова кохана співака — діджейка та дизайнерка Марія Силуянова, з якою він живе з 2018 року в Ялті.
У червні 2019 року перебуваючи на відпочинку в Криму співак катався на електробайку. Спускаючись з гори Ай-Петрі по слизькій дорозі Данко не впорався з керуванням упав і вдарився плечем. Потім він лікувався в одній із лікарень Санкт-Петербурга

## Музична кар'єра
Перші кроки у співочій кар'єрі зробив, ще, будучи солістом Великого театру. В той же період він став пробувати себе як композитор, пишучи пісні на вірші поетів Срібного століття. Величезний вплив на артиста здійснив його вітчим, учений-математик, відомий бард Олександр Суханов, автор колискової «Зелёная карета». Фадєєв неодноразово виступав на концертах Суханова.
Наприкінці 1990-х років на одному з таких авторських вечорів незвичайний голос і яскравий сценічний образ привернув увагу продюсера та музиканта Леоніда Гуткіна. Саме він придумав сценічний псевдонім Данко.
Успіх перших кількох пісень перевершив всі очікування, і було вирішено працювати над альбомом з перспективою не лише російського, а й міжнародного релізу. Для роботи над проектом був запрошений Йоаким Бйорклунд з продюсерської команди TOEC, який став співпродюсером Леоніда Гуткіна. До роботи в Москві були залучені група «Прем'єр-міністр», Маша Кац, Ігор Бутман, Паштет (вокаліст групи IFK). В процесі роботи виникла ідея записати сингл з солісткою легендарного гурту «Army of Lovers», відомої під ім'ям Ла Камілла. Хіт «Russians are Coming» запустили в ефірі європейських радіостанцій. В результаті їх спільної роботи був випущений альбом Данко 2000, який згодом, за результатами продажів став платиновим.
Основна розкрутка артиста велася в Росії. Перші два сингли «Московская ночь» і «Делай раз, делай два» ввели Данко до першої ліги модних естрадних виконавців, а пісня «Малыш», неодноразово звучала в радіоефірі, позитивно вплинула на його популярність. Пісня стала одним з хітів ефіру. Потім був записаний спільний трек з гуртом Прем'єр-Міністр. Данко неодноразово нагороджували вищими російськими музичними преміями.
У 2002 році по закінченні контракту Данко розлучається з продюсером Леонідом Гуткіним, після чого слідує довга пауза. Лише наприкінці 2003 року виходить кліп на пісню «Пусть».
У 2004 році Данко випускає альбом «Когда мужчина влюблён», де виступив як автор текстів і музики більшості пісень. Головним хітом альбому стала пісня «Она» (муз. О. Фадєєв, сл. О. Вулих).
Наприкінці 2010 року співак випустив Альбом № 5. Диск піддався критиці на сайті newsmusic.ru. Але було зазначено, що саундтрек з мюзиклу «Мата Хари», який написав Олексій Кисельов і пісня «Забыл» (написана Андрієм Ковальовим), виявилися вдалими.
У 2013 році виходить альбом «Точка невозврата», який є, за словами співака, набагато експериментальніше попередніх. Хітом альбому стала пісня «Берег рай», на яку випущено два кліпи (оригінал і ремікс).

## Театральні роботи

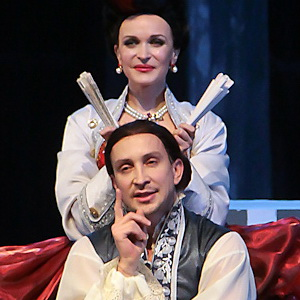
Олександр Фадєєв у ролі Віконта де Вальмона у виставі «Вальмон. Небезпечні зв'язки»

Олександр Фадєєв прийняв пропозицію режисера театру МДУ «МІСТ» Євгена Славутіна зіграти роль у його виставі, як драматичного актора. На сьогодні «МІСТ» є офіційним місцем роботи співака і актора Данко. «Аэропорт», «Я с нею познакомлюсь» (Дон Жуан) — вистави театру, в яких він грає головні ролі.

## Акторські роботи
Знімався в серіалах: «Куля-дура», «Однокласниці», " … У фільмі режисера-постановника Дмитра Фікса «Московський жиголо» зіграв одну з головних ролей (партнерами по фільму стали Сергій Горобченко та Олеся Судзиловська).
У січні 2009 року відбулася прем'єра мюзиклу «Мата Харі» у постановці режисера Євгенія Гінзбурга, на музику Олексія Кисельова. Партнерами по мюзиклу стали такі актори, як: Еммануїл Віторган, Володимир Качан, актриси Теона Дольникова і Валерія Ланська.

## Цікаві факти
Данко разом з Барі Алібасовим брав участь у телепередачі «Хто хоче стати мільйонером?» (23 листопада 2013 року). Цей дует був першим з дуетів російських «зірок», який виграв 3 мільйона рублів. Весь виграш пішов на благодійність.

## Дискографія

#### Студійні альбоми
- 2000 — Данко (випущений 1 березня 2000)
- 2001 — Мой талисман
- 2001 — Дон Жуан DE LuX
- 2004 — Когда мужчина влюблён
- 2010 — Альбом № 5
- 2013 — Точка невозврата
- 2013 — Синглы (EP)

### Сингли
- 1999 — Russians R Coming (максі-сингл)

#### Збірники
- 2009 — The Best
- 2014 — The Best Part 1,2,3 (фактичне перевидання перших 4-х альбомів)

## Кліпи
- Московская ночь (1999)
- Мама (1999)
- Малыш (2000)
- Делай раз, делай два (2000)
- Первый снег декабря (2000)
- Три спасибо (2001)
- Ты меня разлюбила (Я хочу быть с тобой) (2001)
- Неправильный день (2002)
- Пусть (2003)
- Она (2004)
- Плачет осень (2004)
- Облака (2006)
- Ломаная линия (2009)
- Берег рай (2013)
- Берег рай remix (2013)